# 東通メディア
東通メディア（とうつうメディア）は、東京都中央区八丁堀に本社を置く通販支援会社。設立37年の歴史を持つ。

## 会社概要
株式会社東通メディアは昭和56年に創業し、現在は通販システム開発、コールセンター・BPO運営、メディアプランニングを中心とした通販企業支援事業と、エリア広告発注システム開発、販売促進、クリエイティブ制作を中心としたFC展開を行う店舗系企業支援事業を柱としている。

## 所在地
- 本社　東京都中央区八丁堀4-8-2
- 福岡支社　福岡県福岡市中央区大名2-9-2
- 大阪オフィス　大阪府大阪市北区堂島2-1-27